# Tyrrhenoleuctra minuta
Tyrrhenoleuctra minuta är en bäcksländeart som först beskrevs av František Klapálek 1901.  Tyrrhenoleuctra minuta ingår i släktet Tyrrhenoleuctra och familjen smalbäcksländor. Inga underarter finns listade i Catalogue of Life.